# Reino de Rogaland
El reino de Rogaland es el antiguo nombre de una región histórica, antiguo reino de Noruega. Su territorio corresponde actualmente con el condado de Rogaland, fronterizo con Hordaland, Telemark, Aust-Agder y Vest-Agder.

## Etimología
Rogaland es el nombre en nórdico antiguo que fue resucitado en tiempos modernos. El primer elemento es el genitivo plural de rygir, el nombre de los rugios, una antigua tribu germánica, mientras que el segundo elemento significa «tierra» o «región»: «tierra de los rugios». En la era vikinga se llamaba alternativamente Rygjafylki y el nórdico antiguo utilizado en la región estaba dividido en tres dialectos: Dalarne, Jaerderen y Ryfylke.

## Historia
Los registros arqueológicos e históricos son abundantes en la zona, tanto de la Edad de Piedra, Edad del Bronce como la Edad del Hierro.
La Noruega de la era vikinga estuvo dividida en pequeños reinos independientes gobernados por caudillos que gobernaban los territorios, competían por la supremacía en el mar e influencia política, y buscaban alianzas o el poder sobre otras familias reales, bien de forma voluntaria o forzadas. Estas circunstancias provocaron periodos turbulentos y vidas heroicas como se recoge en la saga Heimskringla del escaldo islandés Snorri Sturluson en el siglo XIII. 
Existe una cita en las sagas nórdicas de un rey rugio, Erling Skjalgsson, que vivió en torno al año 1000 en el reino de Rogaland. Es el único rey rugio (Rygekongen) presente en las sagas. Esto muestra la permanencia de población rugia en la tierra original de Rogaland en periodos posteriores a la migración al sur del siglo III a. C.